# Jörgen Philip-Sörensen
Niels Jörgen Philip-Sörensen, född 23 september 1938 i Malmö, död 18 januari 2010 i London, var en svensk affärsman bosatt i London.
Philip-Sörensen fick tillsammans med sin bror Sven Philip-Sörensen ta över Securitas AB efter deras danskfödde far Erik Philip-Sörensen 1975. Han tog över den internationella verksamheten. Denna delen av verksamheten gick samman år 2000 med Securitas Sveriges konkurrent Falck och bildade Group 4 Falck vilken Philip-Sörensen ledde. Detta företag gick samman med Securicor och bildade Group 4 Securicor från 2004, för vilket företag Philip-Sörensen blev styrelseordförande.
Vid sidan av Group 4 Securicor hade Philip-Sörensen engagemang i bland annat hotellbranschen. Philip-Sörensen var också styrelseordförande i Ecover, som tillverkar miljövänliga rengöringsprodukter. 